# Francis Notenboom
Francis Notenboom (* 9. August 1957 in Essen, Provinz Antwerpen) ist ein belgischer Bogenschütze.
Nitenboom trat bei den Olympischen Spielen 1988 in Seoul an und wurde im Einzel 53.; mit der Mannschaft erreichte er Rang 13.
Sein Heimatverein ist St. Sebastiaan.
1989 konnte er die World Games in Karlsruhe gewinnen; bei den Weltmeisterschaften 1990 wurde Notenboom dritter, 1996 errang er den zweiten Platz. Notenboom startet bis heute; zuletzt für das Team des Bogenherstellers Greenhorn.